# Monistrol de Montserrat
Monistrol de Montserrat ist eine katalanische Gemeinde in der Provinz Barcelona im Nordosten Spaniens. Sie liegt in der Comarca Bages. Von hier führt eine Zahnradbahn (Cremallera de Montserrat) zum Kloster Montserrat.

## Gemeindepartnerschaft
Monistrol de Montserrat unterhält eine Partnerschaft zur französischen Gemeinde Monistrol-sur-Loire seit 1994.